# Залог
Залогът като граматическа категория е отношението, което има глаголното лице (подлогът) към глаголното действие.
Залогови отношения:
1. Глаголното лице върши действието — деятелен залог (лат. актив). Примери:
 Гледам водопада.
 Чета интересна книга.
2. Глаголното лице търпи действието — страдателен залог (лат. пасив). Примери:
 Къщата беше построена за две години.
 Слуша ми се музика.
 На малолетни не се продават алкохол и цигари.
3. Глаголното лице и върши, и търпи действието — възвратен залог (лат. рефлексив). Примери:
 Аз се мия всяка сутрин.
 Петър си обува скиорските обувки.
 Те се разбират и си помагат.
 Тя винаги се облича модерно.

## Залози в българския език
В българския език има два залога: деятелен и страдателен.
Деятелният залог се използва в случаите, когато подлогът извършва действието.
 Пример: Котката изяде мишката.
 В този случай котката е подлог и тя е вършителят на действието изяде.
Страдателният залог се използва в случаите, когато върху подлога е било извършено действието.
 Пример: Мишката беше изядена от котката.
 В този случай мишката е подлог и върху нея е извършено действието беше изядена.
В българския език има възвратни форми, но в граматиката те не се разглеждат като отделен залог, а се отнасят към един от двата залога.
 Пример:
— Деятелен залог с възвратно значение: Хората се мият всяка сутрин. 
— Страдателен залог с невъзвратно значение: Бреговете на тая земя се мият от три морета.